# Nadine Chahine

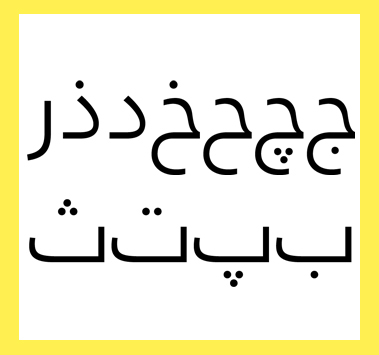
Frutiger Arabic, un tipo de letra codiseñado por Nadine Chahine (con Adrian Frutiger)

Nadine Chahine (en árabe: نادين شاهين; Beirut, 1978) es una tipógrafa libanesa contemporánea, que trabaja como experta en tipografía árabe para las empresas Linotype y Monotype Imaging. Estudió diseño gráfico en la Universidad Americana de Beirut y luego hizo una maestría de diseño de tipos de letra en la Universidad de Reading (en Reino Unido) y un doctorado en la Universidad de Leiden (en Países Bajos). Uno de sus objetivos principales es el de producir tipos de letra en árabe de calidad, y también ha trabajado en la adaptación al árabe de ciertos tipos de letra occidentales como el Univers de Adrian Frutiger o el Zapfino de Hermann Zapf. Otra de sus preocupaciones es que los caracteres en árabe y en alfabeto latino de sus creaciones tengan el mismo aspecto visual.

## Familias tipográficas
Nadine Chahine ha diseñado más de quince familias tipográficas, incluyendo Frutiger Arabic, Neue Helvetica Arabic, Palatino Arabic, Palatino Sans Arabic, Univers Next Arabic, DIN Next Arabic y Koufiya.
Lista de familias tipográficas y clasificación:
|                       |                                                |           | Clasificación | Clasificación | Clasificación |
| Familia tipográfica   | Diseñador/a/s                                  | Año       | Thibaudeau    | Vox-ATypI     | DIN 16518     |
| --------------------- | ---------------------------------------------- | --------- | ------------- | ------------- | ------------- |
| Koufiya               | Nadine Chahine                                 | 2003      | No latinas    | No latinas    | No latinas    |
| Janna                 | Nadine Chahine                                 | 2004-2007 | No latinas    | No latinas    | No latinas    |
| Badiya                | Nadine Chahine                                 | 2007      | No latinas    | No latinas    | No latinas    |
| Frutiger Arabic       | Nadine Chahine y Adrian Frutiger               | 2007      | No latinas    | No latinas    | No latinas    |
| Palatino Arabic       | Nadine Chahine, Hermann Zapf y Akira Kobayashi | 2007      | No latinas    | No latinas    | No latinas    |
| Neue Helvetica Arabic | Nadine Chahine                                 | 2009      | No latinas    | No latinas    | No latinas    |
| Palatino Sans Arabic  | Nadine Chahine, Hermann Zapf y Akira Kobayashi | 2010      | No latinas    | No latinas    | No latinas    |
| Univers Next Arabic   | Nadine Chahine y Adrian Frutiger               | 2010      | No latinas    | No latinas    | No latinas    |
| DIN Next Arabic       | Nadine Chahine                                 | 2011      | No latinas    | No latinas    | No latinas    |
| Zapfino Arabic        | Nadine Chahine y Hermann Zapf                  | 2015      | No latinas    | No latinas    | No latinas    |

## Galería

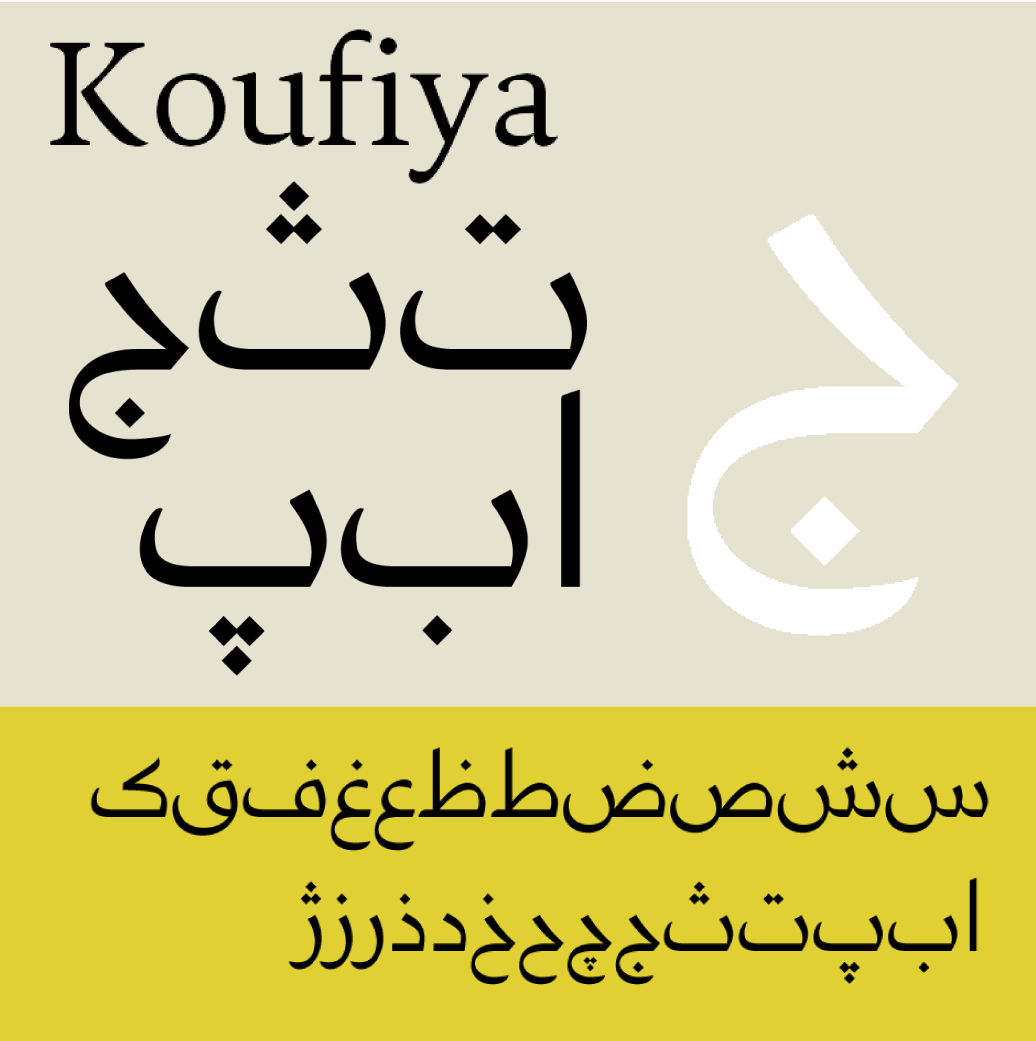
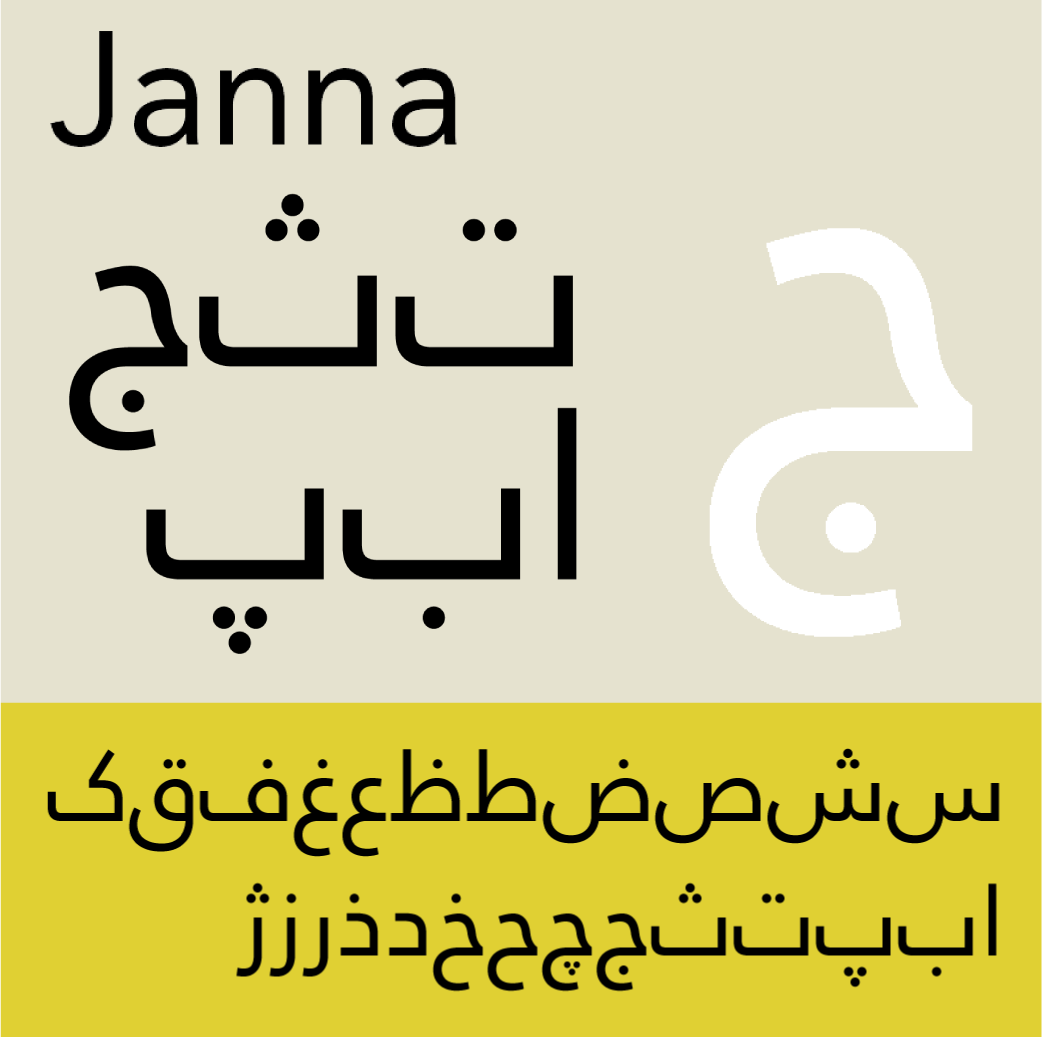
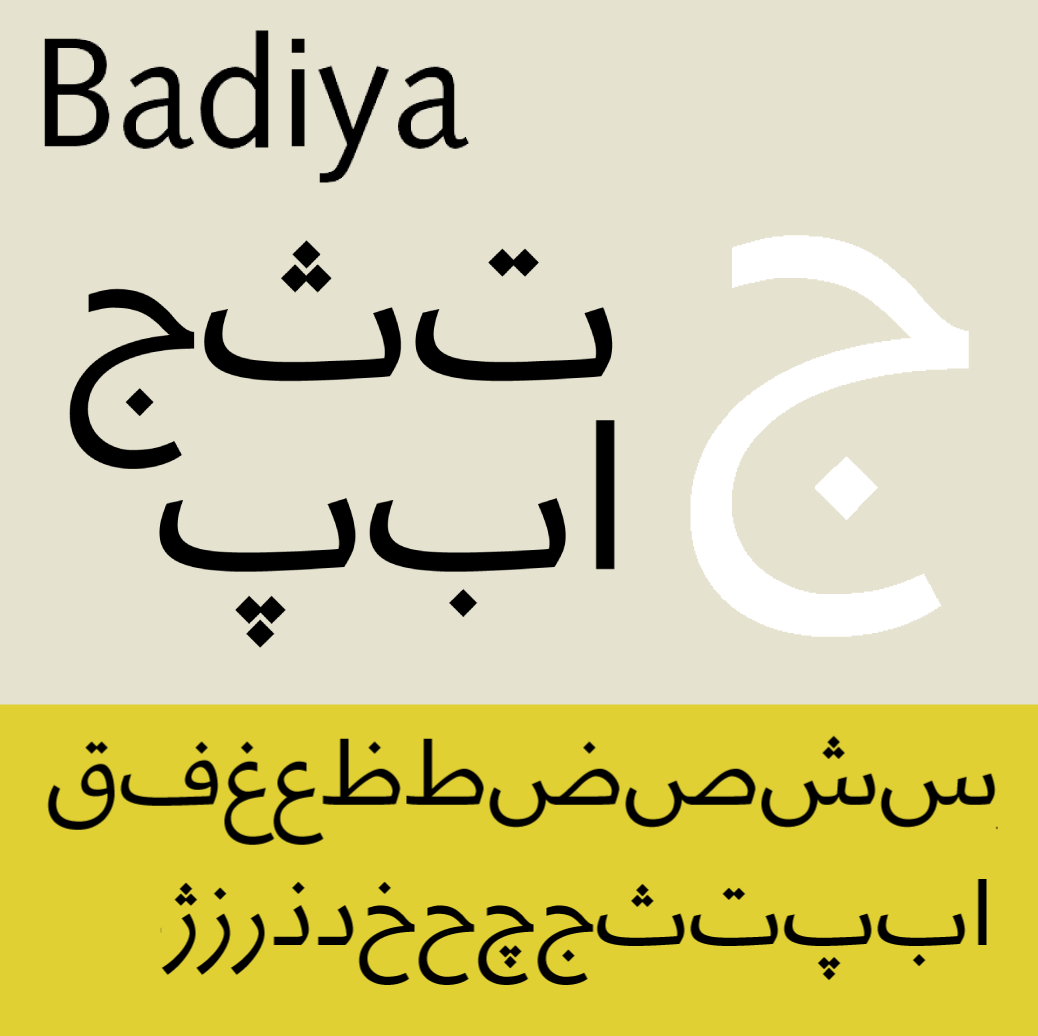
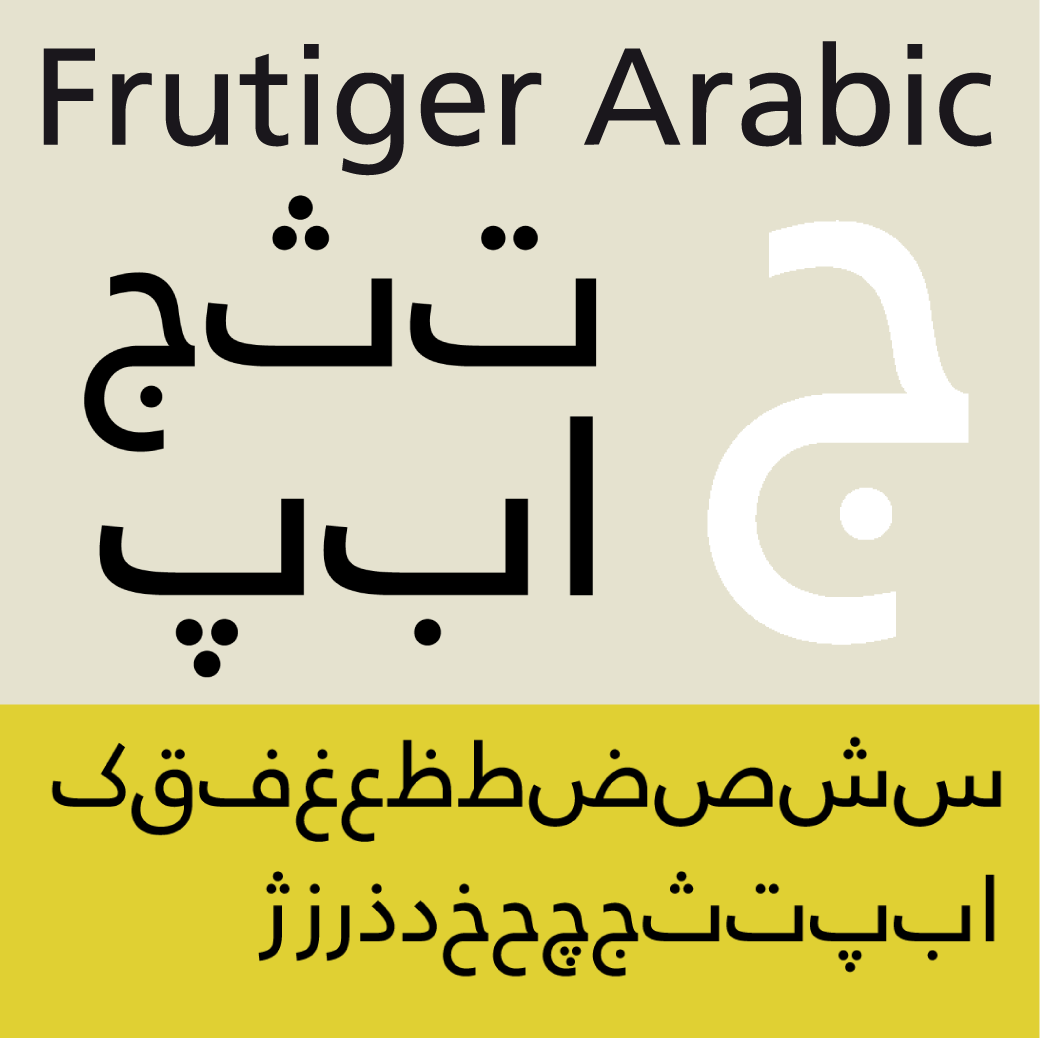
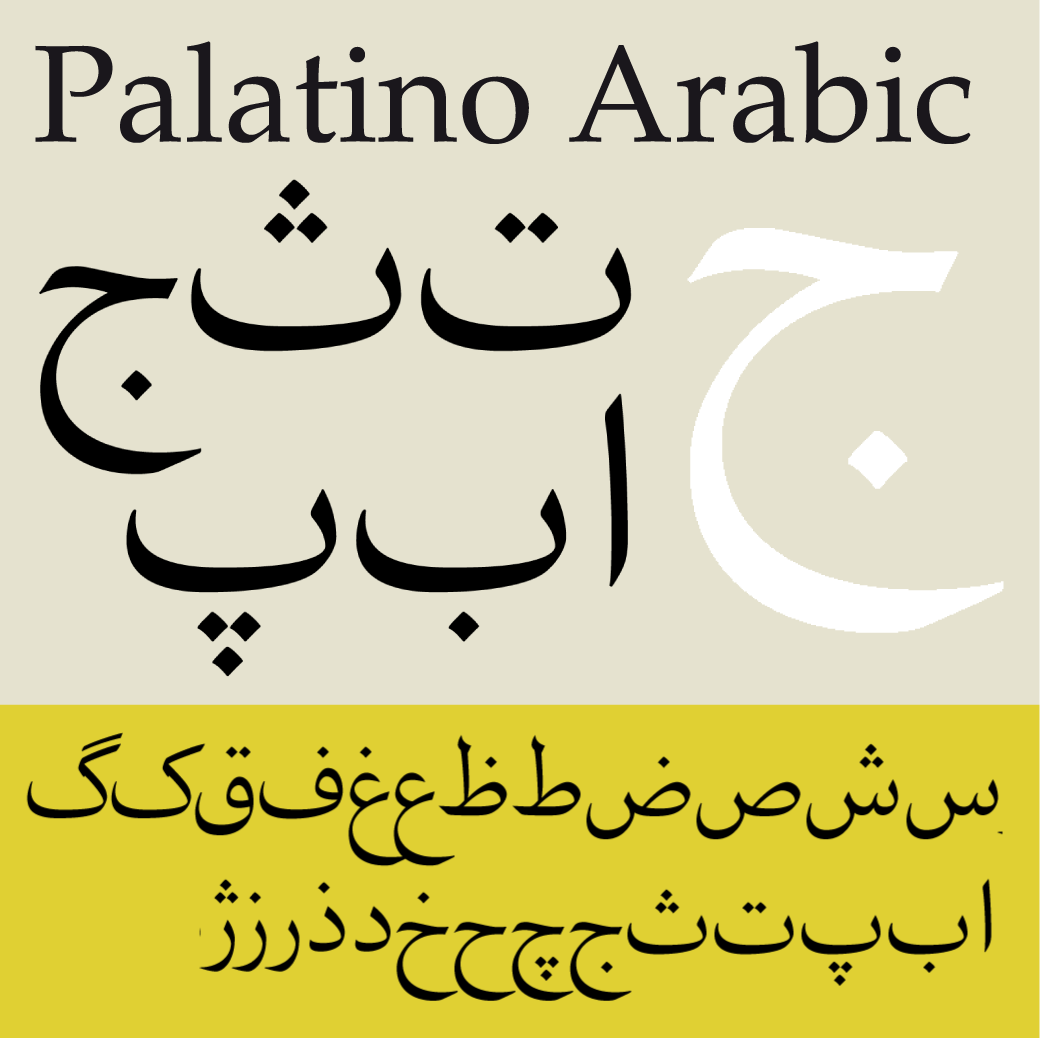
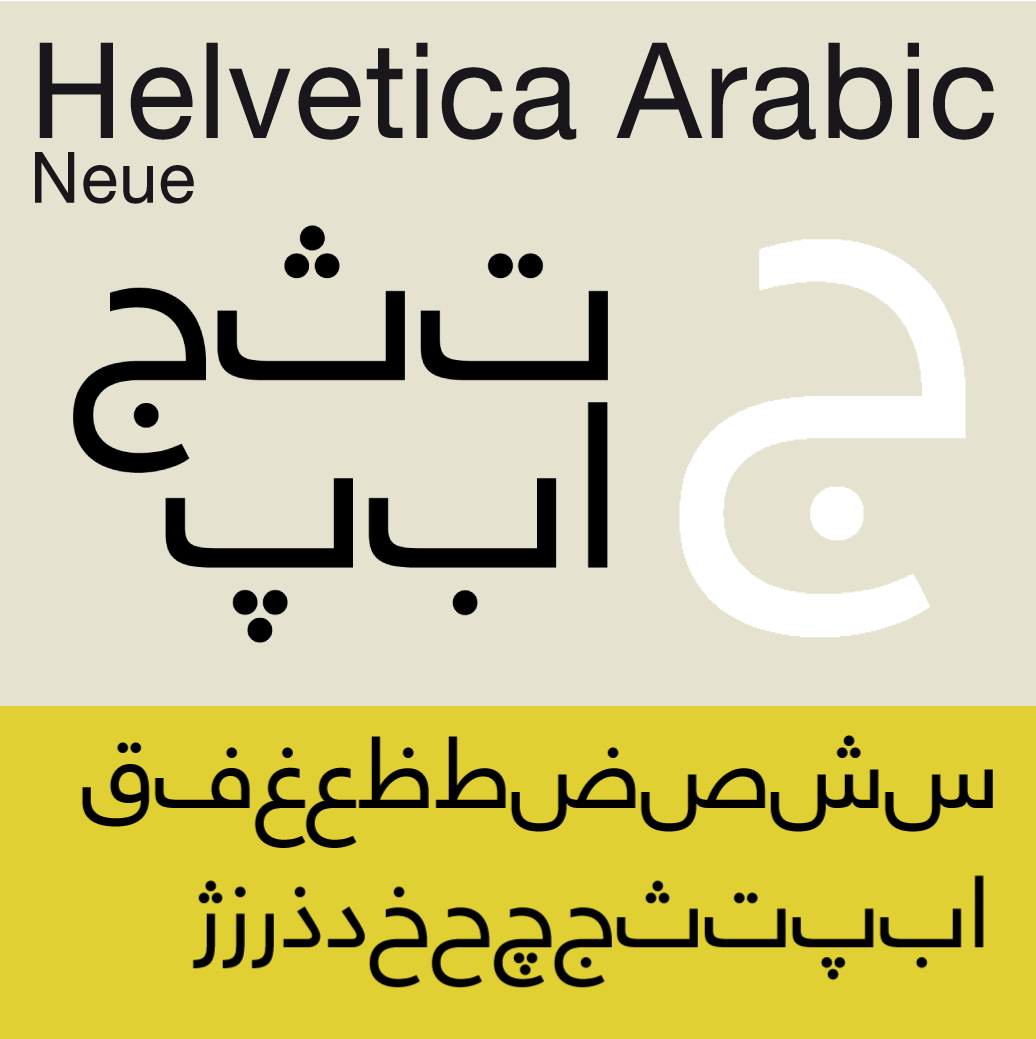
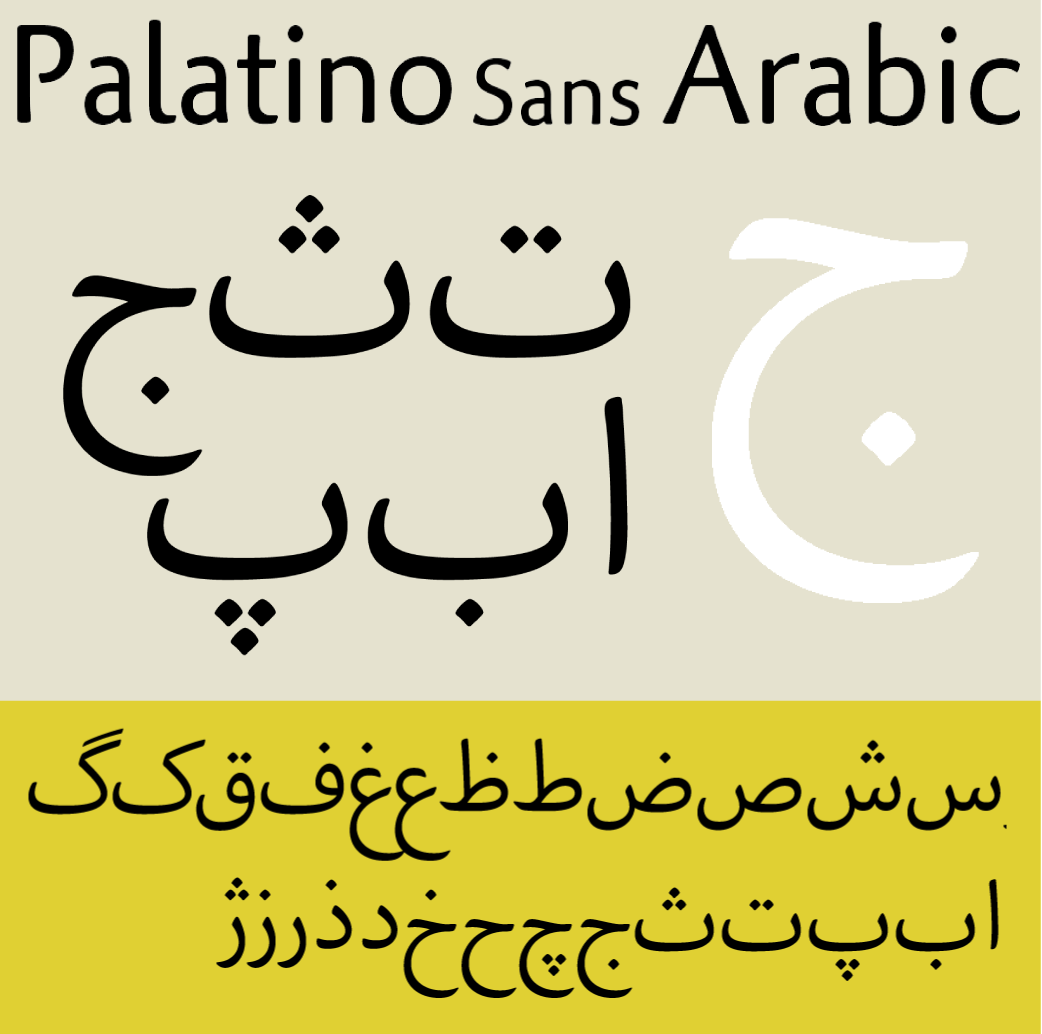
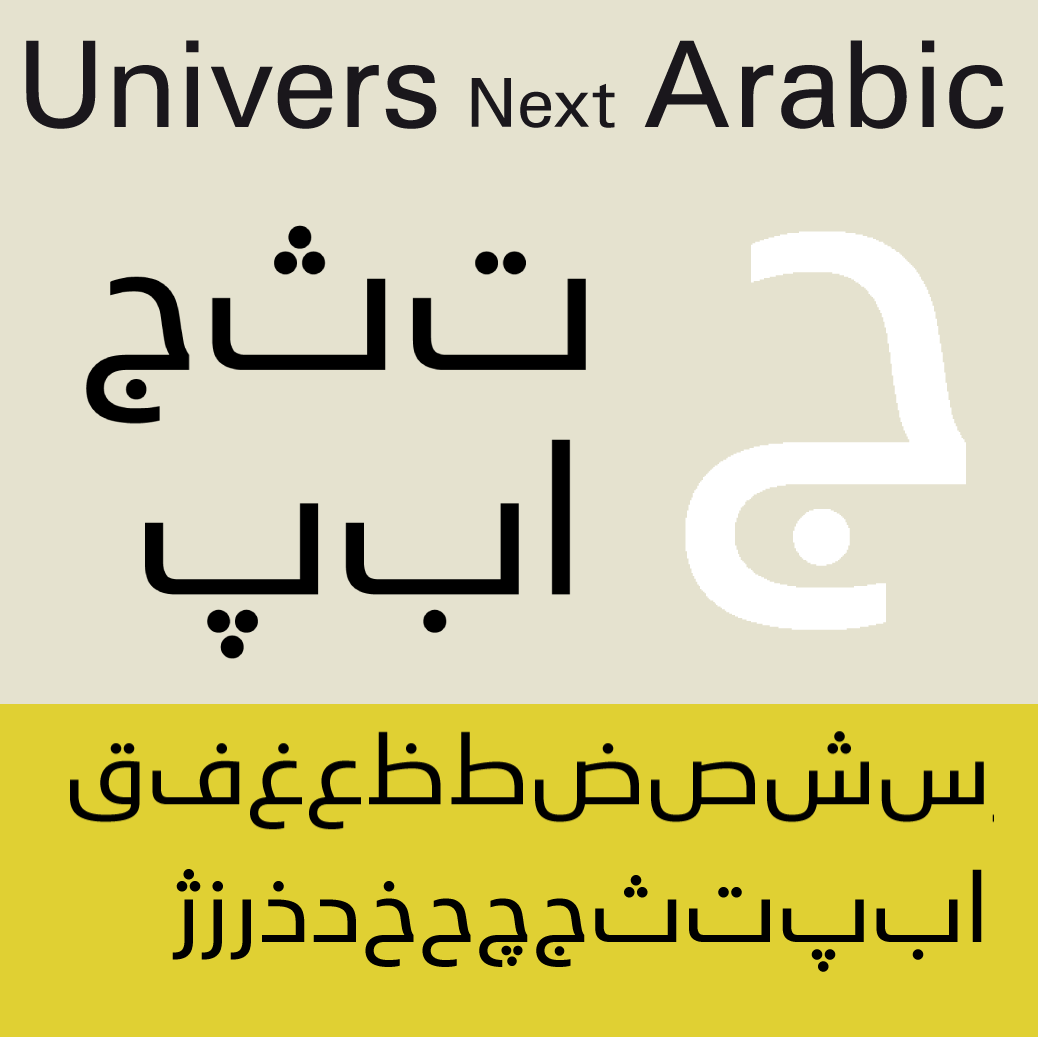

## Premios y reconocimientos
En 2012, Nadine Chahine fue elegida por la revista en línea Fast Company como una de las cien personas más creativas en el área de los negocios. También ha sido condecorada en dos ocasiones (2008 y 2011) con el Award for Excellence in Type Design (Premio por la excelencia en el diseño de caracteres tipográficos) por el Type Directors Club de Nueva York, y ha recibido un Certificado de excelencia de la International Society of Typographic Designers.